# وی۱۰۴۶ شکارچی

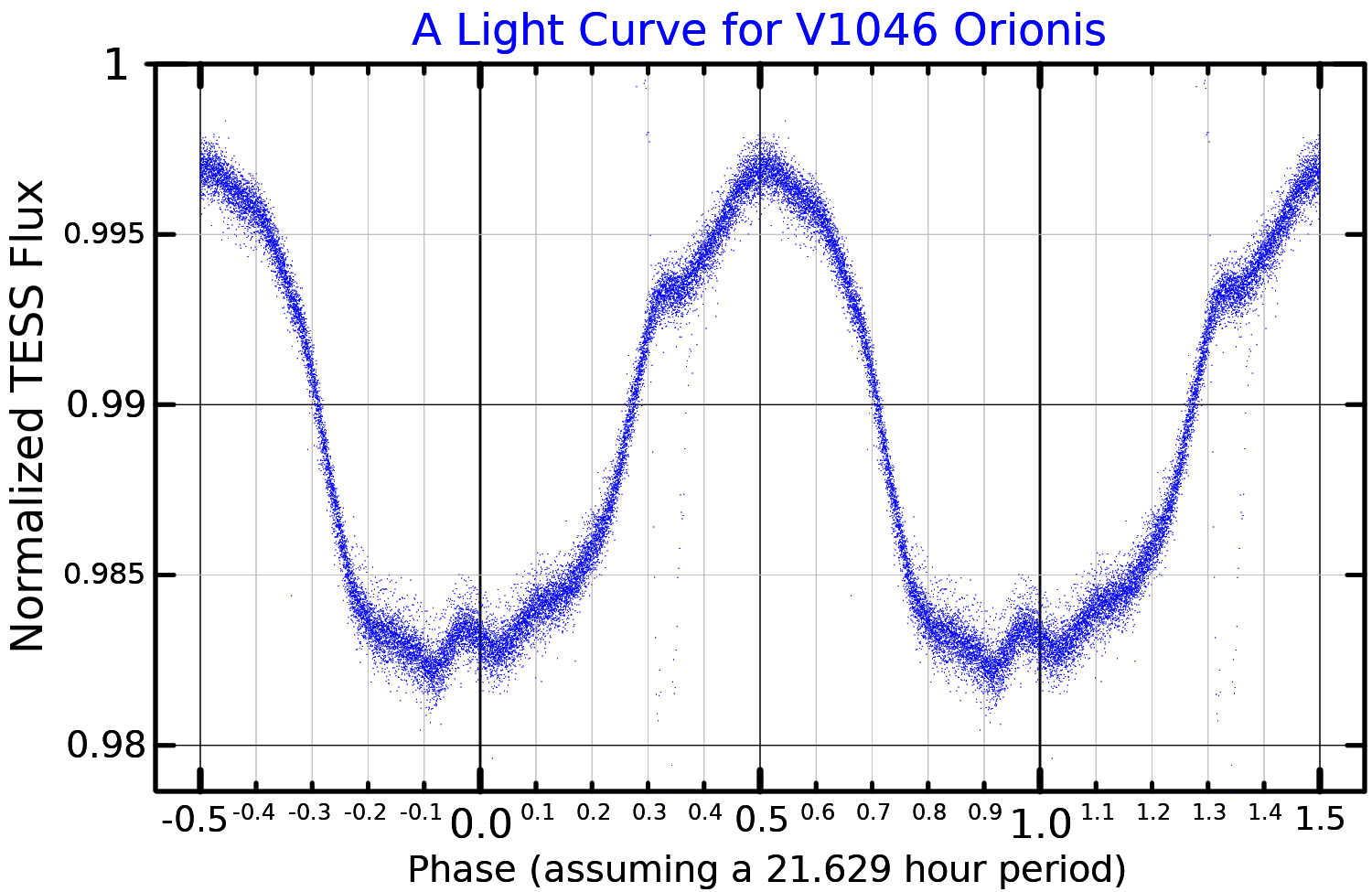
نمودار وی۱۰۴۶ شکارچی

وی۱۰۴۶ شکارچی یک ستاره است که در صورت فلکی شکارچی قرار دارد.